# Fritz Thelemann
Fritz Thelemann (* 26. Februar 1833 in Mellrichstadt; † 22. Dezember 1898 in München) war ein bayerischer Verwaltungsjurist.

## Leben
Thelemann war ein Sohn des Oberzollinspektors Georg Thelemann (1806–1874) und dessen Ehefrau Margarete Link aus Mellrichstadt. Er besuchte das Gymnasium der Augustiner in Münnerstadt und erhielt dank seines hervorragenden Abschlusszeugnisses auf Vermittlung des Bischofs von Würzburg das Angebot zum Eintritt in das Collegium Germanicum in Rom. Er entschied sich jedoch für das Studium der Rechtswissenschaften an der Universität Würzburg und wurde dort Mitglied des Corps Bavaria. Nach dem juristischen Staatsexamen trat er in den bayerischen Verwaltungsdienst und wurde zunächst Regierungsakzessist in Regensburg und Speyer, ab 1865 Bezirksamtsassessor in Forchheim. Von 1878 bis 1884 war er Bezirksamtmann in Grafenau, 1889 bis 1889 in Feuchtwangen. Seinen Ruhestand verbrachte er ab 1889 in München.